# Plauditus
Plauditus is een geslacht van haften (Ephemeroptera) uit de familie Baetidae.

## Soorten
Het geslacht Plauditus omvat de volgende soorten:
- Plauditus bimaculatus
- Plauditus cestus
- Plauditus cingulatus
- Plauditus dubius
- Plauditus elliotti
- Plauditus gloveri
- Plauditus punctiventris
- Plauditus texanus
- Plauditus veteris
- Plauditus virilis